# Futur et liberté pour l'Italie
Pour les articles homonymes, voir FLI.
Futur et liberté pour l'Italie (en italien : Futuro e libertà per l'Italia, abrégé en FLI) est un ancien parti politique italien, issu d'un groupe parlementaire fondé le 30 juillet 2010 à la Chambre des députés et le 2 août suivant au Sénat. Rattaché au départ à la majorité du président du Conseil des ministres, il se réfère à Gianfranco Fini et se situe en dehors du Peuple de la liberté, dont il s'est séparé. Il comprenait un ministre, un ministre délégué et deux secrétaires d'État dans le gouvernement Berlusconi IV, jusqu'à leur démission le 15 novembre 2010.

## Historique

### Création d'un groupe critique de Berlusconi
Créé le 30 juillet 2010 à la suite d'une crise larvée au sein du Peuple de la liberté, ce nouveau groupe parlementaire comprend initialement 33 députés à la Chambre des députés,. Deux jours plus tard, 10 sénateurs quittent également le PdL pour constituer un groupe autonome. Le 4 août, la députée Chiara Moroni rejoint également le groupe à la Chambre. Ce même jour, le groupe nouvellement créé s'abstient de voter la motion de défiance visant Giacomo Caliendo. Il vote la confiance à Berlusconi le 28 septembre 2010, ce qui permet à ce dernier de rester président du Conseil (l'effectif de FLI est suffisant pour faire passer le gouvernement en minorité à la Chambre mais pas au Sénat).

### Transformation en parti politique
Le 5 octobre, il commence à se transformer en mouvement politique. Au 5 novembre 2010, 37 députés sont membres du groupe parlementaire dont Italo Bocchino est président (en plus de Fini, président de la Chambre). Le 2 novembre, le logo du parti est présenté. Un « Manifeste pour l'Italie » est présenté à Bastia Umbra lors de la première Convention nationale les 6 et 7 novembre, devant plus de 7 000 adhérents : Fini annonce le prochain retrait de FLI du gouvernement et demande à Berlusconi de démissionner.
Le FLI vote en décembre 2010 au Parlement une motion de défiance contre le gouvernement Berlusconi, laquelle n'est toutefois pas adoptée.
L'assemblée constituante du nouveau parti est convoquée pour les 11, 12 et 13 février 2011, à Rho. Ce même mois, huit députés et deux sénateurs quittent le groupe parlementaire de Futur et liberté, dénonçant son antiberlusconisme excessif. Le nombre de parlementaires du parti est ainsi passé en quelques mois de 12 à 6 au Sénat et de 34 à 29 à l'Assemblée. Ces élus seraient en particulier effrayés par le souhait de Gianfranco Fini de convoquer des élections anticipées à l'issue desquelles ils risqueraient de perdre leur siège.
Il se rapproche notamment de l'Union de centre de Pier Ferdinando Casini pour fonder un 3e pôle, le Nouveau Pôle pour l'Italie, et contribue ce faisant à la démission du gouvernement Berlusconi IV le 12 novembre 2011.
Futur et Liberté se présente aux élections générales de 2013 dans le cadre de la coalition constituée autour de Mario Monti, avec Monti pour l'Italie. Avec moins de 0,5 % des suffrages exprimés, il n'obtient aucun siège en Italie à la Chambre des députés (il en avait 24 à la fin de la législature), mais conserve deux sénateurs élus sur les listes Avec Monti pour l'Italie, Benedetto Della Vedova et Aldo Di Biagio, ce dernier élu dans la circonscription Europe, ainsi qu'un député élu également dans cette dernière circonscription avec Choix civique. Le 8 mai 2013, Gianfranco Fini démissionne de la présidence du parti et en confie les rènes à Roberto Menia qui rejoint le Mouvement pour une Alliance nationale d'Adriana Poli Bortone et se fond dans Droites unies en mars 2014.